# Джаз
Джазът (от английски: jazz) е музикален жанр, който възниква в края на 19 век и първата половина на 20 век в южните части на САЩ, най-вече Ню Орлиънс и съчетава в себе си африкански и европейски музикални традиции. Корените му са в блус, суинг и рагтайм. Други отличителни черти на този жанр са полиритмията и импровизацията. Липсата на фиксирани правила го превръща в един от най-жизнените и разнообразни музикални жанрове в света. Характерни инструменти за него са тромпетът, саксофонът, тромбонът, кларинетът, пианото и китарата. За първи път думата „джаз“ започва да се използва на западния бряг на САЩ и се отнася за музиката в Чикаго през 1915 година и се възприема от мнозина като „класическата музика на Америка“.
Докато джазът се разпространява по целия свят, в него се вливат национални, регионални и местни музикални култури, които пораждат различни стилове и по-голямо разнообразие. Джазът в Ню Орлиънс започва в началото на 10-те години на ХХ век (Ню Орлиънс Диксиленд), като комбинира по-ранни духови оркестри, френски кадрили, бигуин, рагтайм и блус с колективна полифонична импровизация. През 30-те години на ХХ век, силно аранжирани, танцово ориентирани биг бенд групи, джаз Канзас Сити и ромски джаз са водещите стилове. Бибоп се появява през 40-те години на ХХ век, прехвърляйки джаза от танцувална популярна музика към по-предизвикателна „музика на музикантите“, която се изпълнява с по-бързи темпове и използва повече импровизация, базирана на акорд. Кул джазът се развива в края на 1940-те години, въвеждайки по-спокойни, по-плавни звуци и дълги, линейни мелодични линии. Други разновидности са латински джаз, джаз фюжън, кубински джаз, бразилски джаз, асид джаз и ню джаз.
През 1950-те години се появява фрий джазът, който изследва свиренето без редовен метрум, бийт и формални структури, а в средата на 1950-те години се появява хард боп, който въвежда влияния от ритъм и блус, госпел и блус, особено в саксофона и свирене на пиано. Модалният джаз се развива в края на 1950-те години, използвайки режима или музикалния мащаб, като основа на музикалната структура и импровизацията. Джаз-рок фюжън се появява в края на 60-те и началото на 70-те години на ХХ век, съчетавайки джазовата импровизация с ритмите на рок музиката, електрическите инструменти и силно усиленото сценично звучене.

## Етимология
Опитите да се намери произхода на думата „джаз“ водят до значителни изследвания и историята ѝ е добре документирана. Смята се, че е свързан с „жасм“, термин от жаргон, датиращ от 1860 г., означаващ „пеп, енергия“. В тези години, в зората на джаза, думата се изписва по няколко различни начина: jaz, jas, jass, jasz или jascz. Понякога е наричана думата на XX век, защото произходът и етимологията ѝ не са установени. Най-ранният писмен запис на думата е в статия от 1912 г. в „Лос Анджелис Таймс“, в която бейзболен питчър от малката лига описва хвърляне, което той нарича „джаз топка“, защото тя се клати и просто не може да се направи нищо с нея. Използването на думата в музикален контекст е документирано още през 1915 г. в „Чикаго Дейли Трибюн“. Първата му документирана употреба в музикален контекст в Ню Орлиънс е в статия от 14 ноември 1916 г.
Според Уолтър Кингсли думата е от африкански произход, но някои считат, че е от арабски. Друга теория за произхода на думата според Речника за историята на американския жаргон ( Historical Dictionary of American Slang) е че идва от jism или gism означаващи висок дух, енергия. Друг предполагаем произход е от френските думи jaser (разговарям) или chasser (гоня). Съществува дори теория, че думата означава полов акт според един от северноамериканските жаргони. „Джаз“ в смисъл на музикален стил започва да се употребява често в периода след 1913 година и през 1917 година този музикален жанр получава официално името си.
Думата джаз е трудно да се дефинира, тъй като обхваща широк спектър от музика и период от над 100 години, и влияние от рагтайм до рок. Правени са опити за определяне на джаза от гледна точка на други музикални традиции, като европейска музикална история или африканска музика. Андрю Гилберт твърди, че джазът има странната способност да „поглъща и трансформира“ влиянието от различни други музикални стилове. Някои тесни специалисти настояват да се даде точна и специфична дефиниция на понятието джаз, но самите джаз музиканти от различни поджанрове отбягват да дадат точно определение на музиката, която изпълняват. Някои критици дори считат, че музиката на Дюк Елингтън не е джаз, защото е оркестрирана и аранжирана.
Но критикът Йоахим-Ернст Беренд твърди, че неговото задание и дефиниция трябва да бъдат по-широки, определяйки джаза като „форма на артистична музика, възникнала в САЩ при конфронтацията на негърска с европейската музика“ и твърдейки, че се различава от европейската музика по това, че джазът има „специално отношение към времето, определено като суинг“. Той включва „спонтанност и жизненост на музикалната продукция, в която импровизацията играе роля“ и съдържа „звучност и начин на фразиране, които отразяват индивидуалността на изпълняващия джаз музикант“. Според Робърт Кристгау, „повечето от нас биха казали, че измислянето на смисъл, докато се отпуска човек, е същността и обещанието на джаза“.
От Травис Джаксън е предложено по-широко определение, което обхваща различни епохи на джаза: „музиката включва суинг, импровизация, групово взаимодействие, развиване на индивидуалност и отворена възможност за различни музикални възможности“. Крин Гибард твърди, че „джазът е конструкция“, която обозначава „редица различни музики с достатъчно общо, за да бъде разбрана като част от съгласувана традиция“. За разлика от коментаторите, които спорят за изключване на видове джаз, музикантите понякога не са склонни да определят музиката, която свирят. Дюк Елингтън, една от най-известните фигури на джаза, казва: „Всичко това е музика.“
Комерсиално ориентираните или тези с уклон към популярната музика стилове на джаза са критикувани, привържениците на традиционния джаз не приемат боп-а, фюжън джаза и някои други, които считат за комерсиализирани. Съгласно Брус Джонсън, винаги е съществувало напрежение между джаз като комерсиална музика от една страна и като форма на изкуството от друга.

## История на джаза

### Произход
До около 1866 г. трансатлантическата търговия с роби довежда около половин милион роби от Африка в САЩ. Повечето са от Западна Африка и района на река Конго. Със себе си те донасят своите традиционни племенни танци и инструменти. В Ню Орлиънс робите се събират социално на специален пазар, в район, който по-късно става известен като площад Конго. На други места в южните щати има данни за други музикални и танцови събирания.
До 1843 г. се организират музикални фестивали, където се изпълнява африканска музика. Чернокожите свирят на странно разнообразие от „инструменти“ – кани, кутии, които бият с пръчки или кости, и барабан, направен чрез опъване на кожа върху варел с брашно. Песните не отговарят на тогавашните европейски представи за хармоничност. Постепенно чернокожите изпълнители се научават да свирят на европейски инструменти, в частност на цигулката. В същото време европейски изпълнители започват да включват елементи от африканската музика като в основата остава импровизацията.
Друго влияние идва от хармоничния стил на химните на църквата, който черните роби научават и включват в собствената си музика.

### От 1890-те до 1910-те

#### Рагтайм
Премахването на робството през 1865 г. отваря нови възможности за образование на освободеното чернокожо население. Въпреки че расизмът и сегрегацията не дават големи възможности за работа и заетост на повечето чернокожи, развлекателната индустрия е едно от местата, където те са търсени. Макар да са считани за по-долна класа, те са приети за участие в менестрелни представления и водевили, от които са сформирани музикалните ансамбли (marching bands). Чернокожите музиканти свирят в барове и клубове по времето по което се заражда рагтайма.
Рагтаймът е популяризиран от творци като Ърнест Хогън, чиито хит песни се появяват през 1895 година. Две години по-късно Вес Осман записва тези песни соло с банджо като „Rag Time Medley“. През 1897 г., белият композитор Уилям Крел публикува „Mississippi Rag“, като първото инструментално рагтайм произведение за пиано, а Том Търпин публикува „Harlem Rag“, първият публикуван рагтайм от чернокож изпълнител. Класически обученият панист Скот Джоплин създава „Original Rags“ през следващата година, а през 1899 г. има световен хит с „Maple Leaf Rag“ – марш в четири части, в който присустват повтарящи се теми и бас линия със септакорди. Той пише и други популярни рагтайм парчета. Рагтайм е използван дори от класици като Клод Дебюси и Игор Стравински.
Audio playback is not supported in your browser. You can download the audio file.

#### Блус
Блус е името, дадено както на музикална форма, така и на музикален жанр, който възниква в афроамериканските общности предимно в дълбокия юг на Съединените щати в края на 19 век от техните духовни, работни песни, песнопения и римувани прости балади.
Уилям Кристофър Хенди се интересува от фолк блуса на дълбокия юг, докато пътува по делтата на Мисисипи. В тази форма на фолк блус, певецът импровизира свободно в ограничен мелодичен диапазон, докато акомпаниментът на китара се извършва не с дърпане на струните, а по-скоро с удряне по тях като малък барабан. Хенди и членовете на групата му са официално обучени афроамерикански музиканти, които не са израсли с блуса, но въпреки това успяват да го адаптират към по-голям формат на инструментална група и да го аранжират в популярна музикална форма.

#### Ню Орлиънс Диксиленд
Музиката на Ню Орлиънс оказва дълбоко влияние върху създаването на ранния джаз. В Ню Орлиънс робите могат да практикуват елементи от своята култура като вуду и свирене на барабани. Много ранни джаз музиканти свирят в баровете и бардаците в района на червените светлини около улица Басин, наречен Сторивил. В допълнение към танцовите групи, има маршови групи, които свирят на пищни погребения (по-късно наречени джаз погребения). 
Инструментите, използвани от маршови и танцови групи, стават инструментите на джаза: месингови, барабани и тръстикови, настроени в европейската 12-тонална скала. Малките групи съдържат комбинация от самоуки и образовани музиканти, много от традицията на погребалното шествие. Тези групи пътуват в черни общности в дълбокия юг. В началото на 1914 г. креолски и афроамерикански музиканти свирят във водевилни шоута, които пренасят джаза до градове в северната и западната част на САЩ.
В Ню Орлиънс, бял ръководител на име Папа Джак Лейн интегрира черни и бели музиканти в своята маршова група. Той е известен като „бащата на белия джаз“ заради многото топ музиканти, които наема, като Джордж Брунис, Шарки Бонано и бъдещите членове на оригиналния Диксиленд джаз бенд. В началото на 1900-те години джазът се изпълнява най-вече в афроамериканските и мулатските общности поради законите за сегрегация. Сторивил пренася джаза в по-широка публика чрез туристи, които посещават пристанищния град Ню Орлиънс. Много джаз музиканти от афроамерикански общности са наети да изпълняват песните си в барове и бардаци. Те включват Бъди Болдън и Джели Рол Мортън в допълнение към тези от други общности, като Лоренцо Тио и Алцид Нунес. Луис Армстронг започва кариерата си в Сторивил и намира успех в Чикаго. Сторивил е спрян от правителството на САЩ през 1917 г.

#### Суинг
Мортън разхлабва твърдото ритмично чувство на рагтайма, намалявайки украсите и използвайки усещане за суинг. Суингът е най-важната и трайна африканска ритмична техника, използвана в джаза. Често цитираното определение на суинга от Луис Армстронг е: „ако не го усетиш, никога няма да го разбереш.“ Новият музикален речник на Харвард твърди, че суингът е: „Неосезаем ритмичен импулс в джаза. Суингът не може да се анализира; твърденията за неговото присъствие могат да вдъхновят спорове.“ Речникът все пак предоставя полезното описание на тройните подразделения на ритъма, контрастирани с дуплетни подразделения: суингът наслагва шест подразделения на ритъма над основна импулсна структура или четири подразделения. Този аспект на суинга е много по-разпространен в афроамериканската музика, отколкото в афро-карибската музика.
Духовите оркестри в Ню Орлиънс са с дълготрайно влияние, допринасяйки в света на професионалния джаз тубата с отчетливия звук, като същевременно помагат на черните деца да избягат от бедността. Лидерът на духовия оркестър „Камелия Брас Бенд“ в Ню Орлиънс, Д'Жалма Гание, учи Луис Армстронг да свири на тромпет; След това Армстронг популяризира стила на използване на тромпет в Ню Орлиънс и след това го разширирява. Подобно на Джели Рол Мортън, Армстронг също е кредитиран за изоставянето на твърдостта на рагтайма в полза на нотите на суинга. Той може би повече от всеки друг музикант, кодифицира ритмичната техника на суинга в джаза и разширява джаз-соловия речник.
Оригиналният Диксиленд джаз бенд прави първите записи на музика в началото на 1917 г., а „Livery Stable Blues“ става най-ранният издаден джаз запис. През същата година многобройни групи правят записи, включващи „джаз“ в заглавието или името на групата, но повечето са записи на рагтайм или новелти, а не джаз. През февруари 1918 г., по време на Първата световна война, пехотната дружина на Джеймс Рийз „Hellfighter“ запознава Европа с рагтайма, след което при завръщането си записва стандартите за Диксиленд, включително „Darktown Strutters' Ball“.

### Епохата на джаза: разцвет през 1920-те и 1930-те
Истинско развитие и популярност джазът добива през 20-те и 30-те години на ХХ век, като дори дава име на периода – епоха на джаза. От 1920 до 1933 г. в Съединените щати е забранена продажбата на алкохолни напитки, в резултат на което възникват незаконни барове, които се превръщат в оживени места на „Джаз епохата“, в които се пее и свири популярна музика, танцови песни и шоу мелодии. Джазът започва да придобива репутация на неморален и много представители на по-старите поколения виждат това като заплаха за старите културни ценности, пропагандирайки декадентските ценности на „ревящите 1920-те“.
През 1919 г. оригиналната креолска джаз група на Кид Ори започва да свири в Сан Франциско и Лос Анджелис, където през 1922 г. става първата черна джаз група по произход от Ню Орлиънс, която прави записи. През същата година Беси Смит прави първите си записи. Чикаго развива „Хот Джаз“, а Кинг Оливър се присъединява към Бил Джонсън. Бикс Бейдербеке формира „Върколаците“ през 1924 г. През 1918 г. Пол Уитман и неговият оркестър стават хит в Сан Франциско. Той подписва договор с Виктор и става топ лидер на 20-те години на ХХ век, давайки на Хот Джаз бял компонент, наемайки бели музиканти като Бикс Бейдербеке, Джими Дорси, Томи Дорси, Франки Тромбауер и Джо Венути. През 1924 г. Уитман поръчва „Рапсодия в синьо“ на Джордж Гершуин, която е изсвирена за първи път от неговия оркестър. По-късно групата на Уитман успешно обикаля Европа.
Успехът на Уитман предизвиква чернокожите да последват неговия примера, включително Ърл Хайнс (който е в кафенето „The Grand Terrace“ в Чикаго през 1928 г.), Дюк Елингтън (който е в Котън Клуб в Харлем през 1927 г. и е считан за един от най-значителните композитори в историята на джаза.), Лайнъл Хамптън, Флетчър Хендерсън, Клод Хопкинс и др. Дон Редман, с Хендерсън и Редман разработват формулата „разговаряне един с друг“ за „гореща“ суинг музика. Най-популярните формации по това време са биг-бендовете на Дюк Елингтън, Каунт Бейзи и Бени Гудман.
Луис Армстронг започва кариерата си в Ню Орлиънс и се превръща в един от най-разпознаваемите изпълнители на джаза.
През 1924 г. Луис Армстронг се присъединява към танцовата група на Флетчър Хендерсън в продължение на една година като солист. Оригиналният стил в Ню Орлиънс е полифоничен, с вариация на темата и едновременна колективна импровизация. Армстронг е майстор в родния си град, но по времето, когато се присъединява към групата на Хендерсън, той вече е в нова фаза на джаза, с акцент върху аранжиментите и солистите.

#### Суингът през 1920-те и 1930-те
През 1930-те години се ражда и суингът, който е музика за танци и същевременно се предава по радиоканалите в продължение на много години.

#### Европейски джаз
По това време джазът се появява и за първи път в Европа – във Франция и Белгия.

### Следвоенен джаз

#### 1940-те и 1950-те
През 40-те и 50-те години на ХХ век джазът в новата си форма бибоп се отделя от танцовата музика и се превръща в изкуство по-скоро на самите музиканти, включвайки голяма доза импровизация и абстракционизъм. В края на 40-те и началото на 50-те години на ХХ век се ражда т.нар. кул джаз, който съчетава музиката на белите джазмени и бибоп. Негов виден представител е Майлс Дейвис.
Други основни стилови направления от 1950-те са „Хард боп“, който съчетава би-боп с блус и госпел, и „Third Stream“ („Трето течение“), който съчетава джаз и съвременна класическа музика.
В края на 50-те години на ХХ век се заражда т.нар. „фрий джаз“, чийто основател е саксофонистът Орнет Коулман. През 60-те години на ХХ век видни музиканти като Джон Колтрейн и Майлс Дейвис започват да използват някои от похватите на Коулман.

#### 1960-те и 1970-те
1960-те години са един от най-значимите периоди за джаза. Влиянието на по-свободните форми (авангард) и на модалната музика нараства.
В този период са създадени някои от най-революционните творби не само в джаза, но в музиката на ХХ век изобщо. През 1970 г. Майлс Дейвис поставя началото на джаз-рока (също наричан „фюжън“).

#### 1980-те и 1990-те
През 80-те и 90-те години на ХХ век млади музиканти като Бранфорд и Уинтън Марсалис, Крисчън Макбрайд, Маркъс Робъртс и други, се завръщат към акустичните корени на джаза и предлагат нов прочит на стилове като би-боп и диксиленд.